# Persegres Gresik United
Persegres Gresik United Football Club – indonezyjski klub piłkarski, grający w pierwszej lidze indonezyjskiej, mający siedzibę w mieście Gresik, leżącym na wyspie Jawa Wschodnia.

## Stadion
Domowe mecze klub rozgrywa na stadionie Tri Dharma w Gresik, który może pomieścić 25 tysięcy widzów.